# (400165) 2006 VL112
(400165) 2006 VL112 es un asteroide perteneciente al cinturón de asteroides, descubierto el 13 de noviembre de 2006 por el equipo del Near Earth Asteroid Tracking desde el Observatorio del Monte Palomar, Estados Unidos.

## Designación y nombre
Designado provisionalmente como 2006 VL112.

## Características orbitales
2006 VL112 está situado a una distancia media del Sol de 2,690 ua, pudiendo alejarse hasta 3,270 ua y acercarse hasta 2,110 ua. Su excentricidad es 0,215 y la inclinación orbital 12,90 grados. Emplea 1612,09 días en completar una órbita alrededor del Sol.

## Características físicas
La magnitud absoluta de 2006 VL112 es 16,6.